# توکای توکیو
توکای توکیو (انگلیسی: Tokai Tokyo) شرکت خدمات مالی ژاپنی است، که در سال ۲۰۰۹ تأسیس شد.